# Oberwil bei Büren
Oberwil bei Büren ist eine politische Gemeinde im Verwaltungskreis Seeland des Kantons Bern in der Schweiz.
Neben der Einwohnergemeinde existiert eine Burgergemeinde.

## Geographie

Luftbild (1950)

Die Nachbargemeinden von Norden beginnend im Uhrzeigersinn sind Rüti bei Büren, Buchegg, Biezwil, Schnottwil und Büren an der Aare. Oberwil ist von Hügeln und Wald umgeben, lediglich Richtung Schnottwil steht kein Wald. Wegen des coupierten Geländes eignete sich die Gegend im Spätmittelalter besonders zum Bau von Mühlen.

## Politik
Gemeindepräsident ist Heinrich Tännler (Die Mitte, Stand 2024).
Bei den Nationalratswahlen 2023 betrugen die Wähleranteile in Oberwil bei Büren (in Klammern die Veränderung im Vergleich zu den Wahlen 2019 in Prozentpunkten): SVP 47,16 % (+0,92), Mitte 12,23 % (+1,45), glp 11,37 % (−0,24), SP 11,21 % (+3,44), Grüne 6,08 % (−1,55), EDU 4,58 % (+2,34), FDP 4,15 % (−2,63), EVP 1,57 % (+0,47), SD 0,01 % (−1,03).

## Sehenswürdigkeiten
In Oberwil bei Büren befinden sich viele erhaltene Mühlen. Eine ist die Mehlmühle der Familie Otti, welche noch in Betrieb ist und Biogetreide mahlt.
Die ehemalige Sägerei ist heute ein Erlebnishaus, welches für Festanlässe gemietet werden kann. An der bergseitigen Fassade befindet sich das ehemalige Tor des Stadtberner Kornhauses, welches ein Säger seinerzeit demontiert hatte. Das Wasserrad treibt heute einen Generator an.
Direkt unter der Sägerei befand sich eine weitere Mühle, welche heute als Wohnhaus genutzt wird. Das noch vorhandene Wasserrad treibt ebenfalls einen Generator an.

## Persönlichkeiten
- Niklaus Meyer (1834–1922), erster Stadtpräsident von Biel